# Stefan Leletko
Stefan Leletko (Świdnica, 2 settembre 1953 – Opole, 9 ottobre 2012) è stato un sollevatore polacco campione mondiale ed europeo che ha gareggiato nella categoria dei pesi mosca (fino a 52 kg.). Ha partecipato a due edizioni dei Giochi Olimpici.

## Biografia
Leletko prese parte alle Olimpiadi di Montréal 1976, valide anche come campionati mondiali, terminando al 6º posto finale con 220 kg. nel totale.
Nel 1979 vinse la medaglia d'argento ai Campionati europei di Varna con 232,5 kg. nel totale, dietro al sovietico campione olimpico in carica Aleksandr Voronin (245 kg.).
Ottenne la stessa medaglia anche ai Campionati europei di Belgrado 1980 con 237,5 kg. nel totale, ancora dietro a Voronin (240 kg.). Qualche mese dopo partecipò alle Olimpiadi di Mosca 1980, valide anche come campionati mondiali, classificandosi al 5º posto finale con 240 kg. nel totale.
Nel 1982 Stefan Leletko raggiunse l'apice della sua carriera, vincendo la medaglia d'oro ai Campionati mondiali ed europei di Lubiana con 250 kg. nel totale, battendo il bulgaro Ženja Sarandaliev (argento) ed il connazionale Jacek Gutowski (bronzo), entrambi con 245 kg. nel totale.
L'anno successivo Leletko ottenne la medaglia di bronzo ai Campionati mondiali ed europei di Mosca con 247,5 kg. nel totale, alle spalle del bulgaro Neno Terzijski (260 kg.) e di Gutowski (250 kg.).
Nel 1984 non poté partecipare alle Olimpiadi di Los Angeles, dove sarebbe stato uno dei favoriti per il podio, a causa del boicottaggio dei Paesi dell'Est europeo.
Nel corso della sua carriera realizzò un record del mondo nella prova di slancio.
Morì il 9 ottobre 2012 all'età di 59 anni, dopo aver sofferto di diversi problemi di salute.